# De dochter van Urbanus
De dochter van Urbanus is het 41ste album in de stripreeks De avonturen van Urbanus uit 1993.

## Plot
God komt Urbaniëtteke, de dochter van Urbanus, die in de hemel geboren is, bij Urbanus thuis afleveren, met de bedoeling het kindje ervaring op aarde te laten opdoen. Maar ze is geen gemakkelijke, en Urbanus verkoopt haar aan het Negerke, die haar vervolgens doorverkoopt aan dokter Schrikmerg. Deze doet er allerlei mensonvriendelijke experimenten op. Urbanus probeert haar te redden, maar faalt en wordt zelf gevangengenomen. De volgende dag doet Schrikmerg een zeer verregaande proef: hij ruilt het hart van Urbaniëtteke met dat van een massamoordenaar. Nu wil Urbaniëtteke Urbanus vermoorden, maar God komt net op tijd om haar tegen te houden, en maakt de hartenruil ongedaan. Urbanus mag zijn dochter houden. 

## Achtergronden
- In dit album begint het in strook 81 te regenen. Dit zal in het volgende album, De depressie van Urbanus, voortduren.